# Four Letter Lie
I Four Letter Lie sono un gruppo musicale statunitensi formatosi nel 2005 in Minnesota.

## Formazione

### Formazione attuale
- Brian Nagan – voce, pianoforte (2004-presente)
- Connor Kelly – chitarra solista (2004-presente)
- John Waltmann – chitarra ritmica (2009-presente), basso (2004-2009)
- Anthony Jones – basso, voce secondaria (2011-presente)
- Timothy Java – batteria, percussioni (2012-presente)

### Ex componenti
- Kevin Skaff – chitarra solista, voce secondaria (2004-2009)
- Derek Smith – batteria, percussioni (2004-2009)
- Louis Hamel – basso (2009-2011)

### Turnisti
- Tai Wright – batteria, percussioni (2009-2011)

## Discografia

### Album in studio
- 2006 – Let Your Body Take Over
- 2008 – What a Terrible Thing to Say
- 2009 – A New Day

### EP
- 2005 – Her Escape
- 2005 – This Scarecrow Needs a Flame
- 2014 – Like Structures